# تشارلز جونز (سياسي)
تشارلز جونز (بالإنجليزية: Charles Jones)‏ (و. 1781 – 1840 م) هو سياسي، من كندا، توفي عن عمر يناهز 59 عاماً.